# هوغو وولفرام
هوغو وولفرام (بالإنجليزية: Hugo Wolfram)‏ (1925 - 2015، أكسفورد في المملكة المتحدة)؛ روائي ألماني.